# Rebekah Staton
Rebekah Staton, född 17 juni 1981 i Stoke-on-Trent i Staffordshire, är en brittisk skådespelerska.

## Rollista i urval
- 2003 – Den tredje makten (TV-serie)
- 2006 – Jane Eyre (miniserie)
- 2007 – Doctor Who (TV-serie)
- 2007 – Rome (TV-serie)
- 2011 – Black Mirror (TV-serie)
- 2011–2012 – Spy (TV-serie)
- 2012 – Wallander (TV-serie)
- 2012–2015 – Hunderby (TV-serie)
- 2019 – The Hustle